# Melissoptila thoracica
Melissoptila thoracica är en biart som först beskrevs av Smith 1854.  Melissoptila thoracica ingår i släktet Melissoptila och familjen långtungebin. Inga underarter finns listade i Catalogue of Life.